# Мицпе-Шалем
Мицпе-Шалем (ивр. מִצְפֵּה שָׁלֵם‎) — кибуц и израильское поселение на западном берегу Мёртвого моря. Административно входит в региональный совет Мегилот-Ям-ха-Мелах, расположено поблизости от Шоссе 90 в 21 км от Эйн-Геди.

## История
Кибуц был основан в 1971 году как форпост Нахаль, и натурализован как кибуц «Союза групп и кибуцев» 6 января 1977 года, сегодня принадлежит «кибуцному движению».
Мицпе-Шалем был назван в честь доктора Натана Шалема, исследователя Иудейской пустыни, по рекомендации Рехавама Зееви, ученика Шалема.
Мицпе Шалом - поселение с наибольшей юрисдикцией в региональном совете и его юрисдикция составляет 35,4 квадратных километров, что по территории схоже с Петах-Тиквой.

## Население
По данным Центрального статистического бюро Израиля, население на начало 2020 года составляло 207 человек.

## Экономика
Сельское хозяйство, туризм и промышленность. В Мицпе-Шалем базируется компания Ahava, производящая косметику (из сырья Мёртвого моря). В 2016 году она была продана китайскому конгломерату, но продолжает давать работу местным жителям. Магазины в Израиле и США, торгующие продукцией из сырья, по мнению правозащитников левого толка, полученного в результате оккупации палестинских территорий, подвергались бойкотированию и в них проходили протесты (тех же левых правозащитников).

## Галерея
- Подъездная дорога к поселку
- Вид из поселка
- Вид на въезд в поселок